# ForoCoches
ForoCoches és un fòrum d'Internet en espanyol creat el 2003. Inicialment estava orientat a l'automoció, tot i que permet la creació de fils de discussió sobre pràcticament qualsevol tema (actualment amb un fort component polític sovint relacionat amb l'extrema dreta). D'acord amb el rànquing elaborat per Alexa Internet, ForoCoches solia trobar-se entre els 40 llocs web més visitats d'Espanya, encara que en 2016 va caure fins a col·locar-se en la posició número 64.
Quant a la seva cultura política, al fòrum es combina el llenguatge reaccionari de Vox, discursos  incel , admiradors de Jordan Peterson i referències llibertàries en l'econòmic i autoritàries en el polític.